# Helena Meirelles
Helena Meirelles (Nova Andradina, 13 de agosto de 1924 — Campo Grande, 28 de setembro de 2005) foi uma violeira, cantora e compositora brasileira, reconhecida mundialmente por seu talento como tocadora da denominada viola caipira (às vezes denominada simplesmente viola).

## Biografia
Nascida em Bataguassu, na época distrito de Nova Andradina, Helena Pereira Meirelles cresceu rodeada de peões, comitivas e violeiros. Fascinada pelas violas caipiras, a família não permitia que aprendesse a tocar, o que acabou fazendo por conta própria, às escondidas. Aos poucos ficou conhecida entre os boiadeiros da região. Casou-se por imposição dos pais aos 17 anos, abandonando o marido pouco tempo depois para juntar-se a um paraguaio que tocava violão e violino. Separou-se novamente e, resolvida a tocar viola em bares e farras, deixou os filhos dos dois casamentos com pais adotivos e ganhou a estrada até encontrar o terceiro marido, com quem viveu por mais de 35 anos. Depois de desaparecer por mais de 30 anos, foi encontrada bastante doente por uma irmã, que a levou para São Paulo, onde foi "descoberta pela mídia" a partir de uma matéria elogiosa na revista norte-americana "Guitar Player". Apresentou-se em um teatro pela primeira vez aos 67 anos, e gravou discos em seguida. Foi escolhida em 1993 pela Guitar Player como uma das "100 mais" por sua atuação nas violas de 6, 8, 10 e 12 cordas. Sua música é reconhecida pelas pessoas nativas do Mato Grosso do Sul, como expressão das raízes e da cultura da região.

### Morte
Faleceu em consequência de uma parada cardiorrespiratória aos 81 anos, vítima de um quadro de pneumonia crônica.

## Prêmios e honrarias
- Em 1993, foi eleita pela  revista americana Guitar Player (com voto de Eric Clapton), como uma das 100 melhores instrumentistas do mundo, por sua atuação nas violas de seis, oito, dez e doze cordas.[1]

- Em 2012, foi incluída na lista 30 maiores ícones brasileiros da guitarra e do violão (Categoria: Raízes Brasileiras) da revista Rolling Stone Brasil.[2]
- O museu municipal de Bataguassu recebe seu nome.

## Álbuns
- 1994 - Helena Meirelles
- 1996 - Flor de guavira
- 1997 - Raiz pantaneira
- 2002 - Ao vivo (também conhecido como De volta ao Pantanal)
- 2004 - Os bambas da viola (compilação com um tema de Helena Meirelles)

## Filmes
- Helena Meirelles – A Dama da Viola (2004), direção de Francisco de Paula;
- Dona Helena (2006) – direção de Dainara Toffoli.